# Бърбън (окръг, Канзас)
Окръг Бърбън (на английски: Bourbon County) е окръг в щата Канзас, Съединени американски щати. Площта му е 1655 km², а населението към 2020 г. е 14 360 души. Административен център е град Форт Скот.

## История
В продължение на много хилядолетия Големите равнини на Северна Америка са били обитавани от номадски индианци. От 16-ти до 18-ти век Кралство Франция претендира за собственост върху големи части от Северна Америка. През 1762 г., след френско-индийската война, Франция тайно отстъпва Нова Франция на Испания, съгласно Договора от Фонтенбло.
През 1802 г. Испания връща по-голямата част от земята на Франция, но запазва правото на собственост върху около 7500 квадратни мили. През 1803 г. по-голямата част от земята за съвременен Канзас е придобита от Съединените щати от Франция като част от покупката на Луизиана от 828 000 квадратни мили за 2,83 цента на акър.
През 1854 г. е организирана територия на Канзас, след което през 1861 г. Канзас става 34-ият американски щат.  През 1855 г. е създаден окръг Бърбън.
Вирусът на Бурбън, нов щам на Тоготовирус, е открит за първи път в окръг Бърбън. През пролетта на 2014 г. напълно здрав мъж е ухапан от кърлеж, заразен с вируса и умра 11 дни по-късно от органна недостатъчност.

## География
Според Бюрото за преброяване на населението на САЩ, окръгът има обща площ от 639 квадратни мили (1 660 km 2), от които 635 квадратни мили (1 640 km 2) са земя и 3,6 квадратни мили (9,3 km 2) (0,6%) са вода. 

## Съседни окръзи
- Окръг Лин (север)
- Окръг Върнън, Мисури (изток)
- Окръг Крофорд (юг)
- Окръг Ниошо (югозапад)
- Окръг Алън (запад)
- Окръг Андерсън (северозапад)

## Известни хора
- Джонатан М. Дейвис, 22-ри губернатор на Канзас; роден в окръг Бърбън.[7]